# Тори Андерсон
Викторија Андерсон (енгл. Victoria Anderson; 1988) је канадска телевизијска и филмска глумица.
Андерсонова је најпознатија по улози посебне агенткиње ФБИ-ја Кејт Вислер у серији Морнарички истражитељи: Хаваји.